# Kebon Jati
Kebon Jati is een bestuurslaag in het regentschap Lahat van de provincie Zuid-Sumatra, Indonesië. Kebon Jati telt 296 inwoners (volkstelling 2010).